# جولیان باگینی
جولیان بگینی (به انگلیسی: Julian Baggini) (زادهٔ ۱۹۶۸) نویسنده چندین کتاب فلسفی برای مخاطب عام است. او از بنیان‌گذاران و سردبیر ارشد مجله فیلسوفها (The Philosophers' Magazine) است. بگینی نویسنده کتاب خوکی که می‌خواهد خورده شود و ۹۹ آزمایش فکری دیگر (۲۰۰۵) است. او همچنین کتاب «فلسفه: همه‌ی آن‌چه باید بدانید» را نیز نگاشته است که با ترجمه‌ی مهرداد پارسا و توسط نشر شوند در سال 1397 به چاپ رسیده است.
جولیان بگینی، پی‌اچ‌دی فلسفهٔ خود را با تزی درباره هویت شخصی در ۱۹۹۶ از کالج دانشگاهی لندن دریافت کرد. او با انواع روزنامه‌ها، مجله‌ها و رادیوی بی‌بی‌سی همکاری می‌کند.